# 白毛蕊茶
白毛蕊茶（学名：Camellia candida）为山茶科山茶属的植物，为中国的特有植物。分布于中国大陆的云南省等地，目前尚未由人工引种栽培。